# Musée de l'aviation et de l'espace du Canada
Le Musée de l'aviation et de l'espace du Canada est le musée national canadien de l'histoire de l'aviation, fondé en 1964. Il est situé à Ottawa, Ontario, à l'aéroport d’Ottawa-Rockcliffe. La collection du musée contient une large variété d'avions civils et militaires, représentant l'histoire de l'aviation canadienne de l'ère des pionniers avant la Première Guerre mondiale jusqu'à aujourd'hui. La collection de vieux bushplanes des années 1920 aux années 1940 est particulièrement remarquable. La collection d'avions militaires représente les vols effectués par les Canadiens pendant la Première Guerre mondiale, la Seconde Guerre mondiale et la guerre froide. L'exposition la plus connue du musée est consacrée aux  composantes restantes de l'intercepteur Avro CF-105 Arrow, construit à la fin des années 1950.
Aussi, il y a sur le site des activités interactives sur la science du vol, des films, des démonstrations, une boutique et des tours guidés. 
Quelques visites amènent les visiteurs « derrière la scène » pour voir les travaux de conservation et de restauration en cours et les pièces qui sont dans l'entrepôt.

## Images
Panorama 360° de l'intérieur du musée